# Індикатор ваги
Індикатор ваги (англ. weight indicator; нім. Masseanzeiger m, Gewichtsanzeiger m, Drillometer n) — у бурінні — прилад для вимірювання навантаження на гаку бурової установки і визначення осьового навантаження на породоруйнуючий інструмент. 